# Cyrto-hypnum pelekinoides
Cyrto-hypnum pelekinoides là một loài Rêu trong họ Thuidiaceae. Loài này được (P.C. Chen) W.R. Buck & H.A. Crum mô tả khoa học đầu tiên năm 1990.